# Tomás Muro
Tomás Ramiro Muro (nacido el 5 de mayo de 2002) es un futbolista argentino que juega como mediocampista central en el club ruso Orenburg.

## Trayectoria
Jugador salido de la cantera del Club Gimnasia y Esgrima La Plata, llegó en 2013, a la edad de 9 años con la familia a la ciudad de La Plata, se probó en Gimnasia y quedó.
A los 16 años firmó su primer contrato con el club. Debutó en 2022 en la Primera División de Argentina ante San Lorenzo de Almagro.
El 7 de junio de 2023, Muro firmó un contrato con el club Orenburg de la Premier League rusa, uniéndose a otros cuatro jugadores argentinos que ya están en el equipo.
El jugador, en agradecimiento al club que lo formó, decide donar una importante cantidad de dinero para ser usado en las categorías formativas.
Muro debutó con el Orenburg el 26 de julio de 2023 en un partido de la Copa de Rusia contra el CSKA de Moscú .

## Estadísticas
Actualizado al último partido disputado el 26 de julio de 2023.
| Gimnasia y Esgrima La Plata Argentina | 1.ª           | 2022          | 23 | 2 | 2 | 0 | 0 | 0 | 0 | 0 | 25 | 2 |
| Gimnasia y Esgrima La Plata Argentina | 1.ª           | 2023          | 9  | 0 | 0 | 0 | 4 | 0 | 0 | 0 | 13 | 0 |
| Gimnasia y Esgrima La Plata Argentina | Total club    | Total club    | 32 | 2 | 2 | 0 | 4 | 0 | 0 | 0 | 38 | 2 |
| FC Orenburg · Rusia | 1.ª           | 2023-24       | 0  | 0 | 1 | 0 | 0 | 0 | 0 | 0 | 1  | 0 |
| FC Orenburg · Rusia | Total club    | Total club    | 0  | 0 | 1 | 0 | 0 | 0 | 0 | 0 | 1  | 0 |
| Total carrera | Total carrera | Total carrera | 32 | 2 | 3 | 0 | 4 | 0 | 0 | 0 | 39 | 2 |
| (1) La copa nacional se refiere a la Copa Argentina, Copa Diego Maradona, Supercopa Argentina, Copa de la Superliga, Copa de la Liga Profesional y Copa de Rusia. (2) La copa internacional se refiere a la Copa Sudamericana, Recopa Sudamericana, Copa Libertadores y Copa Suruga Bank. |               |               |    |   |   |   |   |   |   |   |    |   |